# John Dear

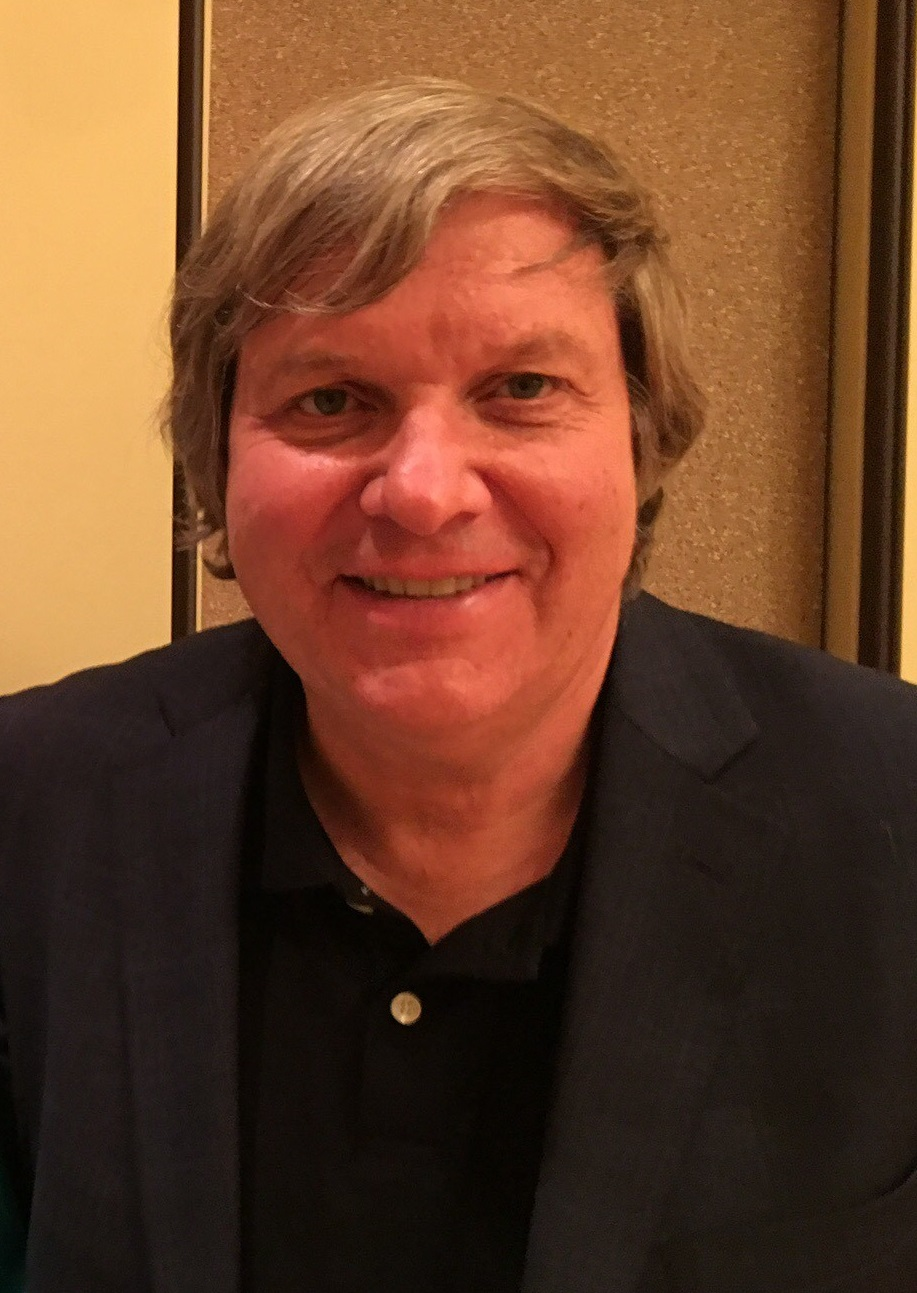
John Dear, 2018

John Dear (* 13. August 1959 in Elizabeth City, North Carolina, USA) ist ein US-amerikanischer Priester des Jesuitenordens, Hochschullehrer, Friedensaktivist und Autor über Gewaltlosigkeit.

## Leben
John Dear nutzt die Methoden des Zivilen Ungehorsams als Weg, gegen Krieg und Gewalt zu protestieren. Im Nachgang seiner Proteste wurde er mehr als 75 Mal inhaftiert; seine längste Haftstrafe belief sich auf acht Monate Gefängnis zuzüglich neun Monaten Hausarrest. Diese erhielt er für seine Beteiligung an einer Pflugscharbewegung-Entwaffnungsaktion. In der Folge verlor Dear auch seine Wahlrechte in den Vereinigten Staaten, das freie Reiserecht und erfährt besondere Untersuchungen auf Flughäfen.

## Auszeichnungen
- 2009: Peace Abbey Courage of Conscience Award
- 2010: Pacem in Terris Award

## Schriften
- Christianity and Vegetarianism: Pursuing the Nonviolence of Jesus
- A Persistent Peace: One Man's Struggle for a Nonviolent World, 2008
- Disarming the Heart: Toward a Vow of Nonviolence
- Jean Donovan and the Call to Discipleship
- Jesus the Rebel: Bearer of God's Peace and Justice
- Living Peace: A Spirituality of Contemplation and Action
- Mary of Nazareth: Prophet of Peace
- Mohandas Gandhi: Essential Writings
- Oscar Romero and the nonviolent struggle for justice
- Our God Is Non-violent: Witnesses in the Struggle for Peace and Justice
- Peace Behind Bars: A Journal from Jail
- Put Down Your Sword
- Seeds of Non-violence
- The God of Peace: Toward a Theology of Nonviolence
- The Questions of Jesus: Challenging Ourselves to Discover Life's Great Answers
- The Sacrament of Civil Disobedience
- The Sound of Listening: A Retreat Journal from Thomas Merton's Hermitage
- Transfiguration: A Meditation on Transforming Ourselves and Our World
- You Will Be My Witnesses